# Semanga gloriosa
Semanga gloriosa är en fjärilsart som beskrevs av Hans Fruhstorfer 1912. Semanga gloriosa ingår i släktet Semanga och familjen juvelvingar. Inga underarter finns listade i Catalogue of Life.